# Mauresca Fracàs Dub
Mauresca Fracàs Dub és un grup de música reggae-ragga occità, creat el 1998. Fan música per fer dansar, que combina les tradicions occitanes i jamaicanes amb cançons poètiques i compromeses amb la cultura occitana i unes altres lluites socials pacífiques.
És originari de Montpeller i està compost per cinc membres. Canten en occità, en francès i en espanyol. Van fer un primer concert a una manifestació el 1999. Aquest concert els va portar a crear el grup de música, la qual història s'estén en l'actualitat.
L'octubre de 2001 el grup va treure un primer CD completament autoproduït: Francament. El 2005 van treure el seu segon disc titulat Contèsta i l'abril del 2008 el tercer, Bartàs.

## Discografia
- Francament (2001)
- Contèsta (2005)
- Bartàs (2008)
- Cooperativa (2010)
- Riòta (2014)
- Big Sur (2018)

## Participacions
- Jamad'Oc - Transbalèti - Jamad'Oc
- Stevo's Teen - El Hombre Nuclear - Ma cabane
- L'Art à Tatouille - Electro Jòc - La pétanque
- Roultaboul et les banaboo - On descend tous du singe - Des herbes partout